# Geophis nephodrymus
Espèce
Statut de conservation UICN

 VU D2 : Vulnérable
Geophis nephodrymus  est une espèce de serpents de la famille des Dipsadidae.

## Répartition
Cette espèce est endémique de la Sierra de Omoa dans le département de Cortés au Honduras.

## Description
L'holotype de Geophis nephodrymus, une femelle adulte, mesure 253 mm dont 30 mm pour la queue.

## Étymologie
Son nom d'espèce, du grec ancien νέφος, néphos, « nuage », et δρυμός, drymos, « forêt », lui a été en référence à son habitat, les forêts de nuages.

## Publication originale
- Townsend & Wilson, 2006 : A new species of snake of the Geophis dubius group (Reptilia: Squamata: Colubridae) from the sierra de Omoa of northwestern Honduras. Proceedings of the Biological Society of Washington, vol. 119, no 1, p. 150–159 (texte intégral).